# Zongli Yamen
Zongli Yamen (xinès tradicional 總理衙門; xinès simplificat: 总理衙门; pinyin: Zǒnglǐ Yámen; Wade-Giles: Tsungli Yamen) era el nom del departament governamental de relacions estrangeres de la Xina imperial durant la dinastia Qing. Va ser establert pel Príncep Gong el 1861, després de la Convenció de Beijing.

## Significat del nom
Yamen Zongli és una abreviatura tradicional del nom oficial en xinès, Zongli Geguo Shiwu Yamen (xinès simplificat:总理各国事务衙门; xinès tradicional: 總理各國事務衙門; pinyin: Zǒnglǐ gèguó shìwù yámén), que vol dir literalment "Departament al càrrec dels Afers de Totes les Nacions". El nom corresponent en manxú, l'altra llengua oficial de l'Imperi Qing, era baita d'i de gurun Geren ser uherileme icihiyara yamun. Una malconcepció comuna és que el nom del Yamen significa "Oficina del Primer Ministre". Això és perquè la paraula Zongli (总理) és ara utilitzat en xinès per referir-se al Primer Ministre o primer ministre d'un país. De fet, el nom Zongli Yamen és una abreviatura del seu nom complet, que vol dir oficina de bons oficis d'afers exteriors.

## Funció dins la burocràcia Qing
Abans de la creació del Yamen, les relacions estrangeres de la dinastia Qing eren dirigides per unes quantes agències diferents, com la Junta de Ritus i el Tribunal d'Afers Colonials. El Zongli Yamen va ser la primera innovació institucional significativa dins la burocràcia centralitzada a Beijing feta pels Qing des que l'Emperador Yongzheng va crear el nucli del Gran Consell el 1729. El Zongli Yamen era supervisat per un consell de control integrat per cinc alts funcionaris (inicialment tots Manxús), entre els quals hi havia l'oncle de l'emperador, el Príncep Gong, que n'era el cap de facto. En les discussions per establir la nova agència, els funcionaris Qing van insistir que només havia de ser una institució provisional, mantinguda fins que les peticions estrangeres i domèstiques actuals haguessin passat. El Zongli Yamen tenia un estatus formal relativament baix en la jerarquia administrativa Qing i els seus membres treballaven concurrentment en altres agències governamentals, la qual cosa afeblia la seva posició. A més, el Zongli Yamen no era l'únic organisme competent per a l'adopció de polítiques en afers exteriors, una prerrogativa que encara descansava a les mans de l'emperador. Mentre que el Yamen va romandre un cos important durant unes quantes dècades després de la seva fundació, la seva influència es va veure aviat eclipsada per oficials influents com Zeng Guofan i Li Hongzhang.
Després de la rebel·lió Boxer, el govern Qing va ser forçat a canviar el seu servei exterior. Segons l'article XII del Protocol Boxer de 1901, el Zongli Yamen va ser substituït per un Ministeri d'Afers Exteriors (xinès simplificat:外务部; xinès tradicional: 外務部; pinyin: Wàiwùbù), ubicat pel damunt dels sis altres ministeris.